# 原田力男
原田 力男（はらだ いさお、1939年3月1日 - 1995年3月22日）は日本の音楽プロデューサー、ピアノ調律師。

## 略歴

### 生い立ち
山口県防府市に生まれ、1943年、義父を結核で失う。

1957年に山口県立防府高等学校を卒業し、浜松市の日本楽器KK（ヤマハ）本社工場で徒弟制度の下、ピアノ調律の修業を開始。

1959年にヤマハ調律師養成システム（委嘱制度）を終え、防府市の実家に帰り、同市内の玉重楽器店に勤務。

1961年8月に同店を辞職して上京。

1962年、法政大学夜間部に入学。ヤマハピアノ杉並サービスセンターに勤務しつつ同大学に3年余り通学するも、ピアノ調律師としての本業が多忙となり中退。

1968年10月、独立して「原田ピアノ調律工房」を設立。以後、フリーのピアノ調律師として武満徹など多数の作曲家と関わりを持った。

1975年上記の人脈などを通じて、8月から約10年間にわたり、私財を投じて「プライヴェート・コンサート」と題する演奏会を主催し、楽閥に属さない若い作曲家の育成に貢献した。このコンサートから巣立った作曲家に吉松隆や坂本龍一がいる。同時に、ガリ版刷りのニューズレター『プライヴェート通信』（『プライヴェートコンサート通信』）を不定期的に発行配布し、精力的に音楽批評・楽壇批評をおこなった。

### 義母の没後
1979年1月、義母を膠原病で失った。元より反権威、反権力的姿勢であったが、1981年、東京藝術大学教授海野義雄による受託収賄事件（芸大事件）をきっかけに、徹底的な取材に基づいて藝大を頂点とする音楽業界内部の批判を展開し、それ故か後年自身が没した時にはクラシック音楽の主たるジャーナルではあえて大きく報じられなかった経緯がある。
1980年代以降は体調を崩し、私的勉強会「零の会」（れいのかい）を主催。この会から吉川和男（ 宮城教育大学 教授）、三ツ石潤司（武蔵野音楽大学・ピアノコラボレイティヴァーツコース教授）、片山素秀（片山杜秀）（音楽批評、現代思想史・慶應義塾大学法学部教授）、白石美雪（音楽批評・武蔵野美術大学教授）、高久暁（音楽批評・日本大学芸術学部教授・N.スカルコッタス研究）、長木誠司（音楽批評・東京大学大学院総合文化研究科超域文化学専攻教授）、山下裕二（東洋美術史・明治学院大学教授）、大石泰（東京藝術大学演奏芸術センター教授）といったアカデミズムの分野だけでなく、上記の作曲家をはじめ様々な才能を輩出した。生涯独身。
1981年頃から胆嚢を患い、1984年には糖尿病で入院すること2回。1988年には進行性直腸癌と診断され、直腸の全摘手術を受けた。その後も転移性肝臓、肺癌により入退院を繰り返し、呼吸不全のため川崎市宮前区の虎ノ門病院分院で他界した。

### 本人の没後
2002年、原田力男著作集編集委員会の編纂による遺稿集『青春の音楽 原田力男の仕事』（私家版）が上梓された。『青春の音楽 原田力男の仕事』（私家版）へ織り込まれたしおりには、実の父親が中国で戦死していたことが明らかにされた。実の母親の消息はいかなる出版物でも確認できず、不明のままである。原田自身がいくつかの局面で作り話をしていたこともこの本の上梓の際に明らかにされている。